# Battaglia di Remich
La battaglia di Remich, dell'11 aprile 882, vide contrapporsi un contingente locale guidato dal vescovo di Metz Wala, dall'arcivescovo di Treviri Bertolfo e dal conte di Metz Adalardo II, e un esercito di vichinghi impegnati nel razziare i dintorni.

## Storia
Nel novembre 881, gli eserciti vichinghi, comandati da Gottfried e Sigfrido svernarono vicino ad Ascloha (Elsloo sul Maas o Asselt nella provincia olandese del Limburgo). Da lì partirono le incursioni, anche sul Reno e sulla Mosella. Sembra che questi fossero solo poche centinaia di guerrieri. Usavano almeno tre barche lunghe per la loro avanzata, sulle quali c'erano anche dei cavalli.
Provenienti da Coblenza, i vichinghi attaccarono le chiese e le fattorie situate fuori dalle mura a Treviri durante la Settimana Santa dell'882. Il giovedì santo, il 5 aprile dell'882, catturarono la città stessa. Dopo alcuni giorni di riposo, la domenica di Pasqua i vichinghi saccheggiarono e devastarono Treviri. Regino di Prüm riferisce di numerose vittime tra la popolazione, ma l'arcivescovo Bertolfo di Treviri riuscì a fuggire a Metz con alcuni seguaci. In seguito, una parte dei vichinghi si spostarono con il loro bottino lungo la Mosella verso Coblenza, mentre il resto di essi si spostò verso Metz.

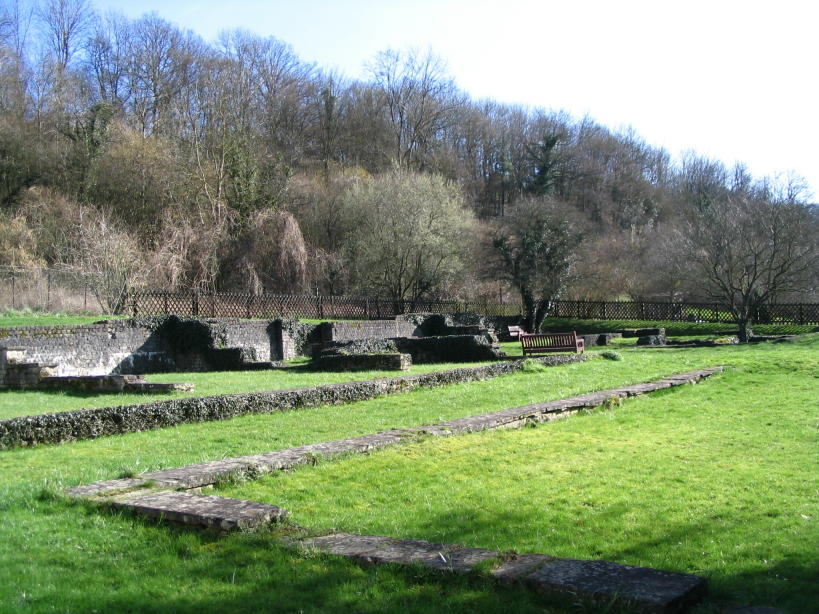
Rovine della villa romana di Nennig, distrutta nella battaglia.

Nella pianura alluvionale della Mosella tra Remich, Nennig e Besch, nell'attuale regione di confine tra Lussemburgo e Saarland, un piccolo contingente locale, guidato dai vescovi Wala di Metz e Bertolfo di Treviri, nonché dal conte Adalardo II di Metz, affrontò i vichinghi l'11 aprile 882. I vichinghi vinsero e Wala cadde in battaglia, mentre Adalardo e Bertolfo riuscirono a fuggire. Durante i combattimenti, l'antica villa romana di Nennig fu definitivamente distrutta.
Nonostante la vittoria, i vichinghi non avanzarono ulteriormente su Metz, ma tornarono al loro accampamento ad Ascloha passando per Bingen e Magonza. Una ragione del ritiro, oltre alla resistenza che incontrarono, fu probabilmente il ritorno di Carlo III, incoronato imperatore a Roma nel febbraio 881: infatti, dopo il Reichstag di Worms nel maggio 882, questo riunì un forte esercito e nel luglio dello stesso anno assediò il campo di Ascloha.
La battaglia di Remich segna il punto più meridionale dell'avanzata dei vichinghi in Renania, la quale però trovò una forte resistenza, nonostante la sconfitta militare del contingente locale.
Dieci anni dopo, nel febbraio 892, un altro esercito vichingo si mosse lungo la Mosella via Treviri, che fu nuovamente saccheggiata, verso Coblenza e poi giù lungo il Reno verso Bonn. A Lannesdorf, un contingente della popolazione locale attaccò i vichinghi. Essi però evitarono questa lotta e si trasferirono nell'Eifel, dove diedero fuoco all'abbazia di Prüm come avevano fatto dieci anni prima e uccisero o rapirono numerose persone.

## Commemorazione

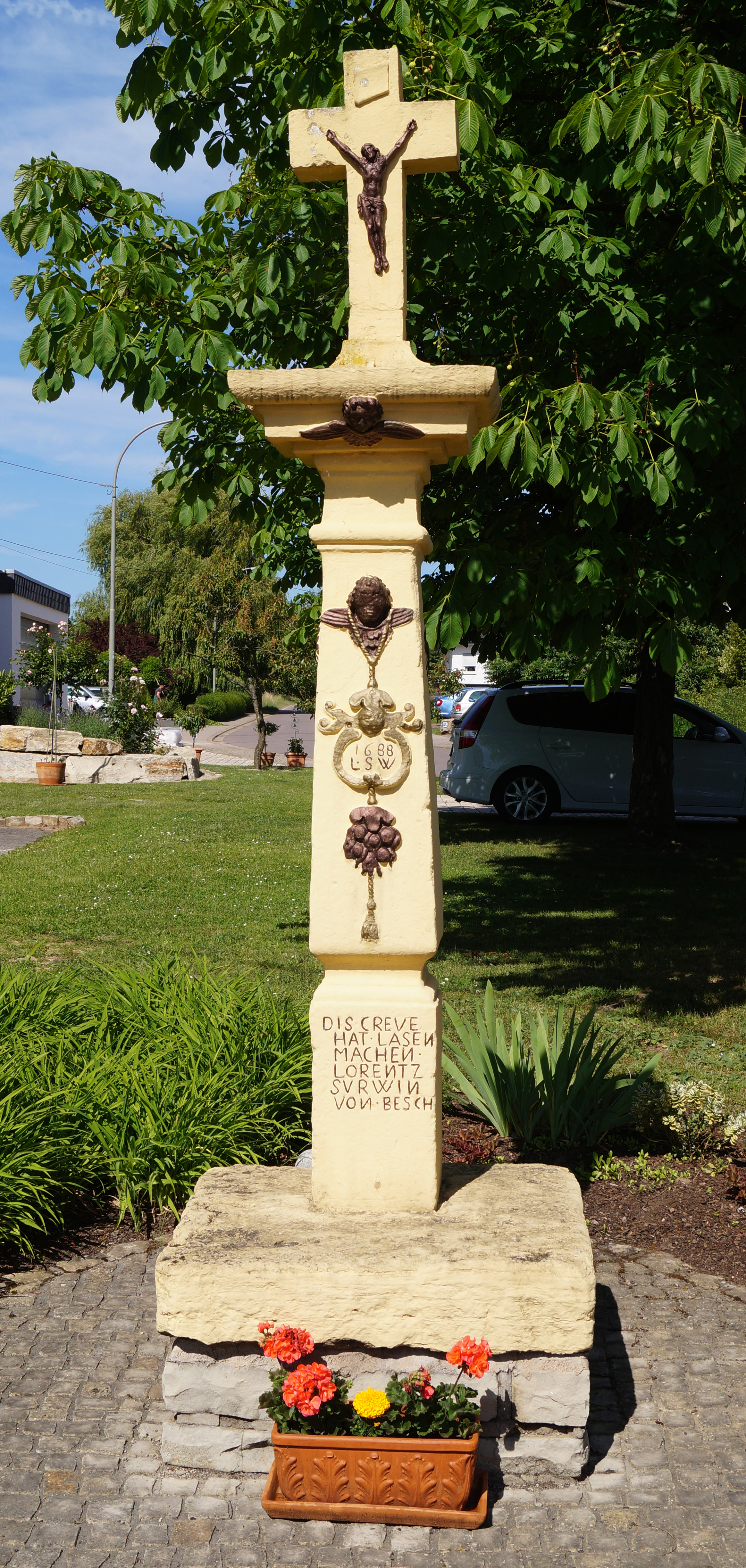
Croce normanna a Besch.

Secondo una leggenda locale, il vescovo Wala sarebbe stato sepolto nel “Mahlknopf”, un tumulo non lontano dalla villa romana di Nennig. Tuttavia, il tumulo funerario risale all'Impero romano e in realtà Wala fu sepolto in un mausoleo nella chiesa di San Salvatore a Metz.
Nel 1688, una croce di pietra fu eretta vicino a Besch nel luogo in cui, secondo la leggenda, il vescovo Wala fu ucciso, chiamata "Croce Normanna" o "Croce del vescovo Wala". L'iscrizione sulla croce recita: DIS CREVE HAT LASEИ MACHEИ LOREИTZ SVRWIИ VOИ BESCH 1688 LSW. Nel 1973 la croce dovette lasciare il posto a una nuova strada e fu collocata nella sua posizione attuale. La croce in sé non mostra alcun riferimento alla battaglia; assomiglia piuttosto ad altre croci di pietra che furono erette a Besch e nei dintorni nel XVII secolo e che sono identificabili come croci della peste (vedi elenco dei monumenti architettonici a Perl).
A Besch ci sono anche una "Normannenstrasse" e una "Bischof-Walo-Strasse" che commemorano la battaglia.